# Thaicom 4
Thaicom 4 (IPSTAR) - таїландський телекомунікаційний супутник, який належить супутниковому операторові Shin Satellite (раніше Shinawatra Satellite). Він призначений для надання послуг високошвидкісного доступу в Інтернет в Азійсько-Тихоокеанському регіоні. Супутник був виготовлений компанією Space Systems / Loral на базі платформи LS-1300SX за 400 млн. $
Корисне навантаження складається з 84 транспондер ів Ku-діапазон а (14/11 ГГц) і 18 транспондер ів Ka-діапазон а (30 / 20 ГГц).
Супутник Thaicom 4 (IPSTAR) був виведений на орбіту 11 серпня 2005 року за допомогою ракети-носія Аріан-5GS з космодрому Куру у Французькій Гвіані. Цей старт став першим для Аріан 5 в модифікації 5GS. На момент запуску Thaicom 4 був найважчим комерційним супутником зв'язку, з запущених на геоперехідну орбіту.